# Der feurige Engel (Oper)
Der feurige Engel (russisch: Огненный ангел, Ognenny angel) ist eine Oper in fünf Akten und sieben Bildern von Sergei Prokofjew. Das russische Libretto verfasste Prokofjew selbst. Literarische Grundlage ist der gleichnamige Roman Der feurige Engel (1908) von Waleri Jakowlewitsch Brjussow. Am 14. Juni 1928 wurden Teile des zweiten Akts in der Salle Pleyel in Paris gespielt. Das gesamte Werk wurde erst postum konzertant am 25. November 1954 in französischer Sprache unter dem Titel L’ange de feu im Théâtre des Champs-Élysées (Paris) aufgeführt. Die szenische Uraufführung fand am 14. September 1955 in italienischer Sprache unter dem Titel L’angelo di fuoco im Teatro La Fenice in Venedig statt.

## Handlung

### Kurzfassung
In einem Gasthaus trifft der Ritter Ruprecht eine junge Frau, Renata. Diese erzählt, wie sie in ihrer Kindheit einen feurigen Engel namens Madiel liebte. Mit 16 Jahren begehrte sie nach körperlicher und geistiger Vereinigung, woraufhin er sie verließ. Nachdem Renata erwachsen geworden war, glaubt sie den Engel als menschliche Reinkarnation in der Gestalt des Grafen Heinrich wiedergefunden zu haben. Dieser verlässt sie jedoch nach einem Jahr der Liebe und des Glücks für Renata, woraufhin sie von Albträumen gepeinigt wird. Der in Renata verliebte Ruprecht erklärt sich bereit, ihr bei der Suche nach Heinrich zu helfen. Eine Wahrsagerin wird gerufen, doch sie hat keinen Erfolg. Dann wendet sich Ruprecht an den Philosophen und Magier Agrippa. Heinrich erscheint tatsächlich, verschmäht aber Renata wiederum. Daraufhin verlangt Renata von Ruprecht, Heinrich zum Duell zu fordern. Beim Anblick von Heinrich glaubt sie jedoch den feurigen Engel wieder zu erblicken. Im Duell wird Ruprecht verwundet, und Renata gesteht in einer Art Wahn nun ihre Liebe zu Ruprecht, verstößt ihn jedoch bald wieder. Faust und Mephisto, die Zeugen dieses Konfliktes wurden, bieten Ruprecht an, sich ihnen anzuschließen. (Diese Szene mit Faust und Mephisto wird in einigen Inszenierungen gestrichen.) Renata hat sich inzwischen in ein Kloster zurückgezogen, wo man ihr dämonische Besessenheit vorwirft, weil im Kloster nach ihrer Ankunft merkwürdige Dinge geschahen. Mit exorzistischen Handlungen soll sie geheilt werden. Sie selbst und die Nonnen werden jedoch von einer zügellosen Ekstase ergriffen, woraufhin der Inquisitor Renata zum Tode auf dem Scheiterhaufen verurteilt.

### Erster Akt
Heruntergekommenes Mansardenzimmer in einer Herberge
Eine Treppe führt vom unteren Stockwerk ins Zimmer. Ihr gegenüber eine vernagelte Tür. Nacht.
Nach seiner Rückkehr aus Amerika lässt sich Ritter Ruprecht von der Wirtin sein Zimmer zeigen. Obwohl es angeblich das beste in der Herberge ist, scheint es ihm schlechter als alles, was er zuvor in Amerika oder Italien kennengelernt hatte. Plötzlich hört er im Nebenzimmer eine Frau schreien, die sich von jemandem verfolgt zu fühlen scheint. Ruprecht bricht die Tür auf und trifft auf die halbbekleidete Renata, die sich in furchtbarer Angst auf ihn stürzt, sich an ihn drückt und gleichzeitig schreckenerregende Visionen abzuwehren versucht. Erst als Ruprecht ein lateinisches Gebet spricht, beruhigt sich Renata. Er trägt sie zum Bett und deckt sie zu. Erstaunlicherweise kennt sie bereits seinen Namen. Sie erzählt ihm ihre Geschichte: Im Alter von acht Jahren wurde sie von einem feurigen Engel namens Madiel besucht, der mit ihr spielte und täglich in unterschiedlichen Gestalten zu ihr kam. Jahre später teilte Madiel ihr mit, dass sie ein asketisches Leben führen müsse, da sie zur Heiligen bestimmt sei. Sie hungerte, ging barfuß, geißelte sich und heilte Kranke. Als sie sich im Alter von 16 Jahren jedoch nach körperlicher Liebe sehnte, verschwand Madiel zornig in Gestalt einer Feuersäule. In ihrer Einsamkeit wünschte sich Renata selbst den Tod. Da erschien ihr Madiel im Traum und versprach, als Mensch wieder zu ihr zurückzukehren. Sie erkannte ihn im Grafen Heinrich, der sie auf ihr Schloss führte und eine Zeitlang glücklich mit ihr lebte. Doch gab er nie zu, Madiel zu sein. Er wurde schwermütig und verließ das Schloss nach einem Jahr. Nach mehreren Monaten gab sie das Warten auf und ging ebenfalls. Seitdem plagen sie nächtliche Visionen.
Die von dem Lärm aufgeschreckte Wirtin kehrt mit einem Knecht zurück, um nach dem Rechten zu sehen. Seit sie Renata, die sie inzwischen für eine Ketzerin und Hure hält, bei sich aufgenommen hat, geschehen merkwürdige Unglücke. Deshalb darf Renata keinen Tag länger hierbleiben. Nachdem Wirtin und Knecht gegangen sind, beschließt Ruprecht, die hübsche Frau für eine Weile auszuhalten, um sich mit ihr zu vergnügen. Renata schwärmt immer noch von Heinrich und bittet Ruprecht, dessen Haltung und Worte nachzuahmen. Ruprecht versucht, sich ihr unsittlich zu nähern, entschuldigt sich aber, als sie sich heftig wehrt. Renata erklärt, dass sie für Menschen keine Leidenschaft mehr empfinden könne, sondern ihrem „göttlichen Freund“ bereits alles gegeben habe. Sie bittet Ruprecht, ihr als Beschützer zu helfen, Heinrich wiederzufinden.
Erneut erscheint die Wirtin mit dem Knecht. Bei ihr befindet sich eine Wahrsagerin mit einem Kater, einem Käfig mit einer Kröte und weiteren Utensilien. Andere Gäste kommen hinzu. Nachdem Renata sich vergewissert hat, dass die Wahrsagerin sich mit „Chiromantie“, „Kristallomantik“ und weiteren Künsten auskennt, will sie sich die Zukunft vorhersagen lassen. Da Renata ihm vom Feilschen abrät, akzeptiert Ruprecht den geforderten Preis. Nach einigen Sprüchen und Ritualen behauptet die Wahrsagerin, auf Renatas Jacke Blut zu sehen. Sie kratzt an Renatas Kleid und stürzt sich auf sie. Ruprecht greift zu seinem Degen und führt Renata aus dem Zimmer. Die Wirtin wirft die Wahrsagerin hinaus. Der Knecht und einer der Gäste lachen.

### Zweiter Akt
Erstes Bild: Gut eingerichtetes Zimmer
Die Bewohner wohnen offensichtlich schon eine Weile hier: Krimskrams und Bücher liegen verstreut herum. Durch das Fenster sieht man die Stadt Köln mit der Silhouette des noch nicht vollendeten Doms. Der Tag neigt sich dem Ende zu.
Renata liest in einem großen Buch mit Ledereinband magische Formeln. Ruprecht betritt den Raum und beobachtet sie. Die beiden sind bereits seit einer Woche in Köln vergeblich auf der Suche nach Heinrich. Renata will auf keinen Fall aufgeben und sich auch der Hilfe des Teufels bedienen. Da sie aus Liebe handelt, glaubt sie, nach dem Tod mit einer vorübergehenden Strafe im Fegefeuer statt der ewigen Hölle davonzukommen. Der Buchhändler Jakob Glock bringt zwei weitere Manuskripte mit magischen Texten und verspricht für den Abend ein seltenes Buch über die Kabbalistik, warnt aber vor den Spionen der Inquisition. Ruprecht, der sich inzwischen ernsthaft in Renata verliebt hat, versucht, seine Eifersucht zu verdrängen. Für Renata kann er sich aber keineswegs mit ihrem Feuerengel messen. Enttäuscht setzt er sich auf eine Bank, während Renata Zaubermittel herstellt.
Am Abend klopft es mehrfach an der Wand. Renata erklärt Ruprecht, dass es sich um kleine Dämonen handle und nichts zu bedeuten habe. Ruprecht spricht sie an und erhält durch Klopfzeichen eine Antwort. Aufgeregt versucht Renata, den Klopfenden zu Aussagen über Heinrich zu bewegen. Tatsächlich erhält sie auf all ihre Fragen Antworten, kann sie aber nicht richtig deuten. Sie glaubt, Heinrich stehe bereits vor der Tür. Doch es war eine Täuschung. Unterdessen ist Glock eingetroffen. Er hat das Buch über die Kabbalistik zwar noch nicht auftreiben können, will die beiden aber zum großen Magier und dreifachen Doktor Agrippa von Nettesheim bringen.
Zweites Bild: Unbestimmter, phantastischer Ort
Agrippa von Nettesheim steht auf einer Erhebung. Er trägt einen Mantel und eine karmesinroten Mütze und ist von drei schwarzen zottigen Hunden umgeben. Ruprecht befindet sich etwas tiefer ihm gegenüber. Überall dicke Bücher, Folianten, physikalische Apparate sowie zwei ausgestopfte Vögel. Oben drei menschliche Skelette, die für Agrippa sichtbar sind, aber nicht für Ruprecht.
Als Ruprecht Agrippa um Rat bittet, leugnet dieser, sich mit Magie zu beschäftigen und warnt Ruprecht vor derartigem Blendwerk. Wahre Magier seien in Wirklichkeit Weise, Priester oder Propheten. Auch seine Hunde halte er lediglich als Freund von Rassehunden, nicht zur Beschwörung von Dämonen. Obwohl die Skelette mit den Knochen rasseln und ihn der Lüge bezichtigen, beharrt Agrippa auf der Wissenschaft als Erklärung aller Geheimnisse.

### Dritter Akt
Erstes Bild: Straße vor Heinrichs Haus; in der Ferne der unvollendete Kölner Dom
Renata hat Heinrich gefunden. Doch dieser hat sie als Hexe beschimpft und abgewiesen. Vor seiner Haustür trifft sie auf Ruprecht und klagt diesem verzweifelt ihr Leid. Ruprecht fordert sie auf, die Vergangenheit zu vergessen und nun ihm selbst Treue zu schwören. Doch Renata verlangt nach Rache. Sie verspricht Ruprecht, die Seine zu werden, wenn er Heinrich töte. Ruprecht klopft an Heinrichs Tür. Ein Diener lässt ihn ein. Renata bleibt draußen und bittet still Madiel um Vergebung dafür, sich in dem Verführer Heinrich getäuscht zu haben. Sie fleht ihn an, sich ihr noch einmal so zu zeigen wie in ihrer Kindheit. Da wird das Fenster im ersten Stock aufgerissen. Heinrich erscheint darin, ähnlich einem Feuerengel. Er ist innerlich aufgewühlt von der wütenden Rede Ruprechts, der ihn als heimtückischen Verführer beschimpft und ihm den Fehdehandschuh hinwirft. Renata dagegen glaubt, dass Madiel auf ihr Gebet hin zurückgekehrt sei. Sie bereut nun, sich von ihm losgesagt zu haben. Als Ruprecht aus dem Haus kommt und ihr vom bevorstehenden Duell erzählt, befiehlt sie ihm, Heinrich kein Haar zu krümmen, sondern eher selbst zu sterben.
Zweites Bild: Steiles Ufer am Rhein
Ruprecht wurde im Duell schwer verletzt und ist ohne Bewusstsein. Sein Freund Matthäus Wissmann kümmert sich um ihn. Heinrich und sein Sekundant stehen in Mäntel gehüllt etwas abseits. Von der anderen Seite beobachtet Renata das Geschehen aufmerksam, ohne Heinrich zu sehen. Dieser und der Sekundant verschwinden unbemerkt, während Matthäus Renata bittet, bei Ruprecht zu bleiben. Er selbst will unterdessen einen Arzt holen. Renata leidet unter schweren Gewissensbissen. Als Ruprecht für einen kurzen Moment zur Besinnung kommt und klagt, dass sie ihn in den sicheren Tod geschickt habe, versichert sie ihm ihre Liebe. Ein nachäffender Frauenchor lacht darüber. Ruprecht fühlt sich im Fieberwahn von rothäutigen Dämonen verfolgt. Matthäus kehrt mit einem Arzt zurück, der sich im Vertrauen auf die fortschrittliche Medizin des 16. Jahrhunderts um Ruprecht kümmert.

### Vierter Akt
Stiller Platz in Köln
Auf der rechten Seite eine Taverne mit kleinem Garten, Tischen und Bänken; links das Wohnhaus von Ruprecht und Renata. Renata eilt aus dem Wohnhaus, gefolgt von dem noch nicht vollständig wiederhergestellten Ruprecht, der sich auf einen Stock stützt.
Renata will nicht länger mit Ruprecht zusammenleben. Sie hat nach seiner Heilung ihre Liebe ausreichend bewiesen und sieht nun in ihrem Verhältnis eine Todsünde. Jetzt will sie ihr restliches Leben im Kloster verbringen. Ruprecht fleht sie an, ihn zu heiraten, und schwört ihr seine Liebe. Renata wirft ihm vor, dass er lüge. In ihm stecke „der Teufel“. Bei diesem Stichwort erscheinen Faust und Mephisto und setzen sich an einen der Tische. Um ihre Position zu untermauern, verletzt sich Renata mit einem Messer selbst an der Schulter und wirft es nach Ruprecht, der gerade noch ausweichen kann. Sie läuft davon. Ruprecht eilt ihr nach.
Mephisto bestellt Wein und Hammelfleisch. Als ein kleiner Junge den Wein ohne das Essen bringt, droht Mephisto, ihn selbst aufzufressen. Faust ist seines ständig zu grausamen Scherzen aufgelegten Begleiters inzwischen überdrüssig geworden. Ruprecht kehrt unverrichteter Dinge zurück, will zunächst nach Hause gehen, entscheidet sich dann aber dafür, in der Taverne Wein zu bestellen. Der Junge bedient ihn, bringt Mephisto aber wieder kein Fleisch. Dieser packt und verschlingt ihn. Ruprecht springt verwundert auf. Der Wirt tritt aus dem Haus, wagt es erst nicht, sich Mephisto zu nähern, bringt ihm aber dann eine Schüssel Hammelfleisch und fleht ihn an, ihm seinen Jungen zurückzugeben. Lachend verweist Mephisto auf die andere Seite der Bühne, wo der Wirt den Jungen unversehrt in einer Mülltonne findet. Dann wendet sich Mephisto Ruprecht zu, stellt sich und Faust als Gelehrte vor und bittet Ruprecht, ihnen die Stadt zu zeigen und sie auf ihrer Reise zu begleiten. Im Gegenzug wolle er dabei helfen, Renata umzustimmen. Sie verabreden sich für den nächsten Morgen im Hotel drei Könige. Faust und Mephisto verabschieden sich und gehen. Der Wirt und drei Nachbarn schauen ihnen feige drohend nach.

### Fünfter Akt
Düsteres Steingewölbe in einem Kloster

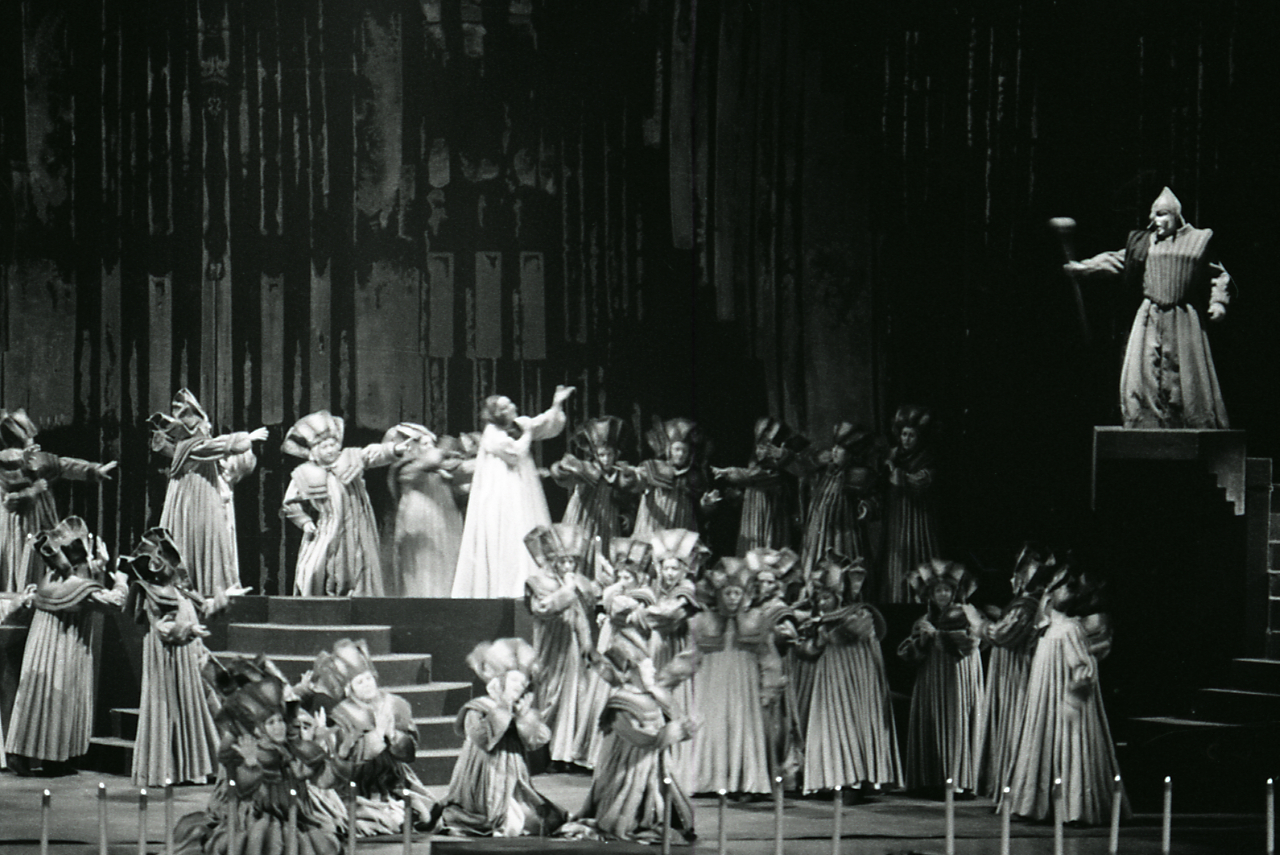
Schlussbild, Foto von Paolo Monti, 1973

Eine große Tür führt nach draußen. Nach dem Öffnen scheint grelles Tageslicht herein und zeigt eine nach oben ins Freie führende Steintreppe. Abgesehen von der großen Tür gibt es zwei kleinere; die eine nutzen die Äbtissin und die Nonnen, die andere der Inquisitor. Etwas höher unter den Bögen des Gewölbes ist eine Steingalerie.
Renata liegt in grauer Novizinnentracht mit ausgebreiteten Armen auf dem Boden und betet. Die Äbtissin tritt ein und fragt sie nach dem Grund für ihre Niedergeschlagenheit. Seit ihrer Ankunft wird das Kloster von unerklärlichen Erscheinungen heimgesucht, und die Schwestern leiden unter Anfällen. Nonnen berichten, dass ein Inquisitor eingetroffen sei, um Renatas Dämonen auszutreiben. Dieser zieht mit seinem Gefolge durch die andere Tür ein. Die Frauen fallen furchtsam auf die Knie. Der Inquisitor fordert Renata auf, zu beweisen, dass ihre Erscheinungen nicht vom Teufel stammen. Renata antwortet ruhig, dass der Geist mit ihr über Gott und das Gute spreche und sie zur Keuschheit auffordere. Daher glaube sie an ihn. In diesem Moment erklingen Schläge an der Wand und am Boden. Die Schwestern stöhnen ängstlich auf. Nun beginnt der Inquisitor mit dem Exorzismus. Zwei junge Nonnen zeigen zunehmende Erregung. Die anderen Nonnen und der Inquisitor wenden sich ihnen zu und beschwören den Dämon, aus der Abtei zu verschwinden. Die beiden jungen Nonnen machen seltsame Bewegungen, stoßen lateinische Worte aus und fallen zu Boden. Als der Inquisitor nach der Anwesenheit des Teufels fragt, schreien sie hysterisch „Oh ja!“ und bestätigen auch, dass Renata ihm helfe. Nach einer Weile verlieren sie das Bewusstsein und werden vom Gefolge des Inquisitors hinausgetragen. Der Inquisitor fordert Renata auf, ihre Sünden zu bekennen, da nun erwiesen sei, das sie mit dem Teufel im Bund stehe. Sie versichert weiterhin ihre Unschuld. Da stürzen die Kandelaber um. Lachende Männerstimmen und weitere Schläge an der Wand ertönen. Die Nonnen rücken bannend von Renata fort. Sechs Schwestern aber nähern sich ihr, umarmen sie und flehen sie an, für sie zu beten. Der Inquisitor fährt mit dem Exorzismus fort, während die anderen Nonnen Renata beschuldigen, das Böse ins Kloster gebracht zu haben. Jetzt zeigt auch Renata Anzeichen eines Anfalls und fleht den sie peinigenden „Dunklen“ um Gnade an. Eine Gruppe von Nonnen beginnt einen bizarren Tanz. Renata schlägt wie wahnsinnig um sich. Die Nonnen fangen an, nach dem Teufel zu rufen und ihn anzubeten. Da erscheint von ihnen unbemerkt Mephisto auf der Steingalerie, kurz darauf gefolgt von Faust und Ruprecht. Nach einem Ausruf Mephistos wenden sich alle Renata zu. Ruprecht will zu ihr hinunter, wird aber dauerhaft von Mephisto zurückgehalten. Renata und die sechs Schwestern beschuldigen nun den Inquisitor, selbst seine Seele dem Teufel verkauft zu haben. Alle stürzen sich drohend auf ihn. Sein Gefolge versucht, ihn zu schützen. Schließlich öffnet einer von ihnen die große Tür, um nach Hilfe zu rufen. Die Wache erscheint und drängt die Frauen zurück. Der Inquisitor verurteilt Renata zum Tod auf dem Scheiterhaufen.

## Gestaltung
Brjussows Romanvorlage erzählt aus der Sicht des teils gläubigen, teils aufgeklärten Ritters Ruprecht dessen Erfahrungen mit einer seelisch kranken Frau in einer Reihe von sowohl realistischen als auch psychologisch-seelischen Episoden. Schauplatz ist das spätmittelalterliche Deutschland, das nicht nur den historischen Rahmen bildet, sondern auch als „verfremdeter Zeitgeist“ zu interpretieren ist. Die Handlung des Romans ist somit durchgängig doppeldeutig zu verstehen. In seiner Opernfassung griff Prokofjew dieses Prinzip auf und verstärkte es noch. Die Hauptthemen sind vielfältig. Behandelt werden beispielsweise die Gegensätze zwischen Mystik und Wissenschaft oder zwischen offener Sinnlichkeit und Keuschheit. Außerdem stellte Prokofjew in den Charakteren von Renata und Ruprecht seine persönlichen Zukunftserwartungen und Ängste dar.
Prokofjew verwendete im Der feurige Engel denselben deklamatorischen Tonfall wie in seiner 1917 vollendeten Oper Der Spieler, griff aber stärker auf Orchester-Leitmotive zurück. Konventionelle Arien und andere in sich geschlossene Formen fehlen. Die Protagonistin Renata hat allerdings mehrere ausgedehnte Monologe, die formal der traditionellen Opernszene entsprechen. Die Klangsprache ist eher düster, der Orchestersatz äußerst abwechslungsreich und ausdrucksstark, wobei Prokofjew nicht über die Grenzen der Tonalität hinausging und auch die Gesangspartien sangbar bleiben. Zu seinen technischen Verfahren zählen „chromatische Tonalität, freier Wechsel zwischen funktionell-harmonischen Bindungen und nicht-funktionellen Strukturen, Ambivalenzen zwischen Dur und Moll in der Bewegung und im Akkordaufbau“.:358 Die verschiedenen „Welten“ der beiden Hauptcharaktere sind differenziert dargestellt. Die Themen verändern sich fortwährend in Melodie und Rhythmus, erscheinen aber auch immer wieder in ihrer ursprünglichen Form, wodurch der Eindruck von „etwas in sich Kreisendem“ entsteht.:358
Die ersten beiden – von Tuba und Hörnern gespielten – Takte der Oper bilden das sogenannte „Ruprecht-Thema“. Es zitiert die alte russische „Habet-acht-Fanfare“, mit der üblicherweise das Jahrmarkttheater eröffnet wurde. Hier erklingt es immer, wenn Ruprecht von „seinen guten Geistern verlassen“ ist, z. B. wenn er das Haus seines Gegners betritt, um ihn zum Kampf herauszufordern, oder als Renata sich von ihm lossagt. Renata Thema besteht aus einer auf- und absteigenden Abfolge dreier Töne in Halb- und Ganztonschritten. Prokofjew unterlegt dieses Motiv als Ostinato der gesamten Partie. Auch der Engel Madiel besitzt ein eigenes Thema mit drei fallenden Terzen in „dolcezza pucciniana“. Es tritt erstmals während Renatas Erzählung auf und steht sowohl für die Vision als auch für die zwischenmenschliche Beziehung. Prokofjew selbst gab zwar in einer autobiografischen Skizze an, dass es Renata zugeordnet sei, doch der mit ihm befreundete Komponist Nikolai Mjaskowski bezeichnete es passender als Liebesthema.
Für Sigrid Neef besteht die Modernität dieser Oper darin, dass „Prokofjew interpersonelle sexuelle Beziehungen und soziale Mechanismen als einander bedingende und sich wechselseitig durchdringende Ereignisse darstellt“. Sie wies auch auf die unterschiedlichen Motive der handelnden Personen (Geschäftssinn, Gewohnheit, Gleichgültigkeit, Überzeugung) und die verschiedenen Arten von Gewalt hin, für die nicht die einzelnen Personen, sondern die Gesellschaft selbst verantwortlich gemacht werden müsse. Wie Alban Bergs Oper Wozzeck zeige auch Der feurige Engel die „die gequälte und erniedrigte menschliche Kreatur“. Beide Werke vereine zudem die „Ablehnung eines blinden Fortschrittsglaubens“.:357 Ulrich Schreiber nannte die Hauptfigur der Renata eine „Carmen der Gegenreformation“, da sie das „männliche Privileg der Partnerwahl für sich beansprucht“ und daran zugrunde gehe.

### Orchester
Die Orchesterbesetzung der Oper enthält die folgenden Instrumente:
- Holzbläser: drei Flöten (3. auch Piccolo), zwei Oboen, Englischhorn, zwei Klarinetten, Bassklarinette, drei Fagotte (3. auch Kontrafagott)
- Blechbläser: vier Hörner, drei Trompeten, drei Posaunen, Tuba
- Pauken, Schlagzeug: große Trommel, Becken, Militärtrommel, Tamtam, Kastagnetten, Tamburin
- zwei Harfen
- Streicher
- Bühnenmusik hinter der Szene: große Trommel, Glocke

## Werkgeschichte
Prokofjew hatte im Oktober 1919 die Komposition seiner Oper Die Liebe zu den drei Orangen abgeschlossen. Bereits ab Dezember beschäftigte er sich mit seinem nächsten Projekt auf Basis des 1908 erschienenen historischen Romans Der feurige Engel von Waleri Jakowlewitsch Brjussow, einem Hauptvertreter des russischen Symbolismus. Das russische Libretto verfasste Prokofjew selbst. Im Januar 1920 erstellte er die ersten Skizzen. Die Umwandlung des in der ersten Person geschriebenen Romans erwies sich als außerordentlich mühsam. Prokofjew hatte zunächst beabsichtigt, das Werk in drei Akte und elf Szenen einzuteilen. Er ließ sich bei der Bearbeitung von seinem Freund Boris Demtschinski helfen, benötigte aber dennoch (mit Unterbrechungen) ganze sieben Jahre. Für die Musik verwendete er Material aus seinem 1921 aufgegebenen Projekt eines „weißen Quartetts“, eines vollständig diatonischen Streichquartetts, dessen Hauptthema er zur Darstellung des Klosters nutzte und dessen Seitenthema er Renata zuwies. Von 1922 bis 1923 arbeitete er in Süddeutschland in der Nähe des Klosters Ettal konzentriert an dem Werk – in einem zur Handlung passenden Ambiente. 1926 instrumentierte er die Oper und überarbeitete dabei auch das Libretto (insbesondere das Finale) und Teile der Musik. Dabei hatte er Unterstützung von seinem Assistenten Georgy Nikolayevich Gorchakov. Er schloss die Arbeit im Sommer 1928 ab.
Eine für die Spielzeit 1927/28 vorgesehene Berliner Aufführung unter Bruno Walter scheiterte daran, dass dieser die Noten nicht rechtzeitig erhielt. Am 14. Juni 1928 wurden unter der Leitung von Sergei Kussewizki mit Grigorj Raisov als Ruprecht und Nina Koshetz als Renata zwei Fragmente des zweiten Akts in französischer Sprache (Übersetzung: Louis Laloy) in der Salle Pleyel in Paris gespielt.
Wenig später beschloss Prokofjew, aus der Musik der Oper eine Suite zu erstellen. Da sich die Hauptthemen aber „sehr willig in die Exposition eines Sonatenallegros einfügten“ (Prokofjew), entstand daraus schließlich seine 1929 uraufgeführte 3. Sinfonie.
Auch eine Aufführung an der Metropolitan Opera, die 1930 Interesse bekundet hatte, zerschlug sich. Prokofjew hatte hierfür bereits eine Überarbeitung begonnen, bei der er zwei weitere Szenen einfügen wollte. Nach seiner Rückkehr in die Sowjetunion wurde die Oper „sorgfältig eingepackt und dem Vergessen übergeben“ – so Charles Bruck, der Dirigent der späteren konzertanten Uraufführung. Die Partitur fand man 1952 in einem Pariser Verlagsarchiv wieder.
Die Uraufführung seiner Oper, die er als sein Hauptwerk während der Zeit der Emigration betrachtete, erlebte Prokofjew nicht mehr. Am 25. November 1954 gab es zunächst eine konzertante Uraufführung in französischer Sprache unter dem Titel L’ange de feu (Übersetzung: André Michel) im Théâtre des Champs-Élysées in Paris. Die musikalische Leitung hatte Charles Bruck. Es sangen Xavier Depraz (Ruprecht), Lucienne Marée/Jane Rhodes (Renata), Irma Kolassi (Wahrsagerin), Jeannine Collard (Wirtin), Jean Giraudeau (Mephisto), Ronald Dowd (Agrippa von Nettesheim), André Vessières (Johann Faust), Helga Pilarczyk (Äbtissin), Paul Finel (Jakob Glock und Arzt) und Bernard Cottret (Matthäus Wissmann und Schankwirt). Das französische Fernsehen übertrug die Aufführung. Bruck spielte die Oper später auch auf Schallplatte ein.
Am 14. September 1955 gab es schließlich die szenische Uraufführung – nun in italienischer Sprache unter dem Titel L’angelo di fuoco (Übersetzung: Mario Nordio) – im Teatro La Fenice in Venedig im Rahmen des 18. Festivals der Società Internazionale di Musica Contemporanea. Hier dirigierte Nino Sanzogno. Regie führte Giorgio Strehler, und das Bühnenbild stammte von Luciano Damiani. Die Sänger waren Rolando Panerai (Ronald), Dorothy Dow (Renata), Gabriella Carturan (Wahrsagerin), Mafalda Masini (Wirtin), Antonio Annaloro (Mephisto), Mario Carlin (Agrippa von Nettesheim), Mario Borriello (Johann Faust), Enrico Campi (Inquisitor), Gabriella Carturan (Äbtissin), Gino Del Signore (Jakob Glock und Arzt), Alessandro Maddalena (Knecht) und Uberto Scaglione (Matthäus Wissmann und Schankwirt).
Ursprünglich hatte Prokofjew sein originales russisches Libretto vertont. Dieses wurde aber vom Verlag Boosey & Hawkes überklebt und galt seitdem als verschollen. Es wurde erst 1977 in London wieder aufgefunden. Ein Klavierauszug mit dem russischen Text erschien 1985.
Prokofjews Oper wurde seit ihrer szenischen Premiere in Venedig eher unregelmäßig auf der Bühne aufgeführt, hat aber inzwischen Eingang in das Repertoire gefunden.:358 Während sie im Westen Erfolge hatte, taten sich die kommunistischen Länder schwer mit dem Werk. In Ost-Berlin wurde es 1965 vorzeitig abgesetzt. Die sowjetische Erstaufführung gab es erst 1983 in Perm in einer gekürzten Fassung, obwohl bereits sich 1978 Prokofjews Biograph Israil Nestjew und Boris Pokrowski, der Chefregisseur des Moskauer Bolschoi-Theaters, darüber einig waren, dass auch die Frühwerke des Komponisten dort aufgeführt werden müssten. Eines der Hauptprobleme, dem sich die Opernhäuser bei einer Aufführung des Werks stellen müssen, ist die überaus anspruchsvolle Partie der Renata, die nur in zwei Szenen fehlt und insgesamt ungefähr dreiviertel der zwei Stunden Spieldauer beansprucht.:358
In der Fachliteratur werden die folgenden Produktionen hervorgehoben:
- 1956: Teatro alla Scala Mailand – Übernahme der venezianischen Uraufführungsproduktion (mit Christel Goltz als Renata)[1]
- 1957: Basel – erste Aufführung in deutscher Sprache[1]
- 1959: Spoleto – in italienischer Sprache (Dirigent: István Kertész, Regie: Frank Corsaro, Bühnenbild: Paul Sylbert; mit Leyla Gencer und Rolando Panerai)[1]
- 1960: Köln – deutsche Erstaufführung (Dirigent: Siegfried Köhler, Regie: Oscar Fritz Schuh, Bühnenbild: Caspar Neher; mit Helga Pilarczyk und Carlos Alexander)[1]
- 1963: Graz – in deutscher Sprache (Dirigent: Berislav Klobučar, Regie: Wolfram Skalicki; mit Gertraud Hopf, Hubert Hofmann)[1]
- 1963: Festival Prager Frühling – Gastspiel des Theaters Brünn in tschechischer Sprache (Dirigent: František Jílek, Regie: Milog Wasserbauer; mit Naděžda Kniplová und Václav Halfr)[1]
- 1964: Florenz und Turin – in italienischer Sprache (Floriana Cavalli, Renato Cesari)[1]
- 1964: Opéra-Comique Paris – französische Erstaufführung (Dirigent: Georges Sébastian, Inszenierung: Margherita Wallmann; mit Floriana Cavalli und Julien Haas)[1]
- 1965: Sadler’s Wells London – englische Erstaufführung (Übersetzung: Christopher Hassall; Dirigent: Leon Lovett, Regie: Peter Coe; mit Marie Collier und John Shaw)[1]
- 1965: New York City Opera – US-amerikanische Erstaufführung (Übersetzung: Joseph Machlis; Dirigent: Julius Rudel, Regie: Frank Corsaro; mit Eileen Schauler und Sherrill Milnes)[1]
- 1965: Deutsche Staatsoper Ost-Berlin – wurde aufgrund von offiziellen „Mystizismus“-Vorwürfen nach einem halben Jahr abgesetzt (Dirigent: Heinz Fricke, Regie: Heinz Rückert; mit Ruth Asmus und Rudolf Jedlička)[1]
- 1966: Buenos Aires[2]:359
- 1966: Lausanne[2]:359
- 1969: Frankfurt/Main (Inszenierung: Václav Kaslik, mit Anja Silja als Renata)[3]
- 1983: Perm – sowjetische Erstaufführung, gekürzte Fassung (Dirigent: Josef Chaloupka)[1]
- 1984: Taschkent – ungekürzte sowjetische Erstaufführung[1]
- 1984: Bonn (Dirigent: Siegfried Kurz, Regie: Jean-Claude Riber; mit Ute Trekel-Burckhardt und Siegmund Nimsgern)[1]
- 1985: Helsinki (Dirigent: Peeter Lilje, Regie: Georgi Ansimow; mit Ritva Auvinen und Sauli Tillikainen)[1]
- 1987: Hannover[4]
- 1988–1990: Koproduktion der Opernhäuser Los Angeles, Genf und Amsterdam (Regie: Andrei Serbans, Ausstattung: Robert Israels) – Los Angeles 1988 (mit Marilyn Zschau und Roger Roloff) – Genf 1989 (Dirigent: Bruno Bartoletti; mit Sophia Larson und Franz Grundheber) – Amsterdam 1990 (Dirigent: Riccardo Chailly)[1]
- 1991–1992: Koproduktion des Mariinski-Theaters Sankt Petersburg mit dem Royal Opera House London (Dirigenten: Edward Downes und Waleri Gergijew, Regie: David Freeman; mit Galina Gortschakowa und Sergei Leiferkus) aus Anlass eines von Festivals zum 100. Geburtstag Prokofjews.[1] In Gastspielen war diese Inszenierung u. a. auch in San Francisco und 2000 in Baden-Baden zu sehen.[4] Ein Mitschnitt von 1993 aus Sankt Petersburg unter Gergijew wurde auf DVD veröffentlicht.
- 1994: Mailänder Scala – in russischer Sprache (mit Galina Gortschakowa)[8]
- 1995: Volksoper Wien (Inszenierung: Christine Mielitz, mit Anja Silja)[8]

Neuere Produktionen waren:
- 1994: Opernhaus Nürnberg (Dirigent: Eberhard Kloke)
- 2002: Münster
- 2004: Moskau
- 2007: Brüssel
- 2010: Szeged (ungarische Erstaufführung)
- 2010: Nationaltheater Weimar (Inszenierung: Christian Sedelmayer, Dirigent: Martin Hoff)
- 2010: Odeon Theater Wien (Regie: Philipp Harnoncourt, Dirigent: Marino Formenti, Ausstattung: Erwin Piplits, Ulrike Kaufmann, Renata: Elena Suvorova)[12]
- 2014: Komische Oper Berlin (Regie: Benedict Andrews, Dirigent: Henrik Nánási)
- 2015: Deutschen Oper am Rhein in Düsseldorf (Regie: Immo Karaman, Dirigent: Wen-Pin Chien)
- 2015: Bayerische Staatsoper München (Regie: Barrie Kosky, Dirigent: Vladimir Jurowski)
- 2017: Opernhaus Zürich (Regie: Calixto Bieito, Dirigent: Gianandrea Noseda)
- 2018: Festival d’Aix-en-Provence (Regie: Mariusz Treliński, Dirigent: Kazushi Ōno (Dirigent), Renata: Aušrinė Stundytė)[13]
- 2019: Teatro dell’Opera di Roma (Inszenierung: Emma Dante, Dirigent: Alejo Pérez, Renata: Ewa Vesin)[14]
- 2022: Teatro Real Madrid (Inszenierung: Calixto Bieito, Dirigent: Gustavo Gimeno, Renata: Aušrinė Stundytė)[15]

## Aufnahmen
- 1957 – Charles Bruck (Dirigent), Orchestre de l'Opéra National de Paris, Chœur de Radio France.
 Xavier Depraz (Ruprecht), Jane Rhodes (Renata), Irma Kolassi (Wahrsagerin und Äbtissin), Janine Collard (Wirtin), Jean Giraudeau (Mephisto), Paul Finel (Agrippa von Nettesheim), André Vessières (Johann Faust und Inquisitor), Gérard Friedman (Jakob Glock und Arzt), Bernard Cottret (Knecht und Matthäus Wissmann).
 Studio-Aufnahme.
 Adès CD: 14.157-2, Adès (Westminster) LP: COF-7045 (8173-3), Accord 472 723-2 (2 CDs).[16]:13229
- 26. Juni 1959 – István Kertész (Dirigent), Orchestra Filarmonica Triestina, Coro del Teatro Comunale G. Verdi di Trieste.
 Rolando Panerai (Ruprecht), Leyla Gencer (Renata), Anna Maria Canali (Wahrsagerin), Stefania Malagù (Wirtin), Mario Carlin (Mephisto), Florindo Andreolli (Agrippa von Nettesheim), Mario Borriello (Johann Faust), Enrico Campi (Inquisitor), Gabriella Carturan (Äbtissin), Raimondo Botteghelli (Jakob Glock und Arzt), Flavio Tesin (Knecht), Antonio Boyer (Matthäus Wissmann), Arturo La Porta (Schankwirt).
Italienische Fassung; live aus Spoleto.
 Great Opera Performances (GOP) LP: GOP 61 (2 CDs).[16]:13231
- 1964 – Bruno Bartoletti (Dirigent), Orchester und Chor des Maggio Musicale Fiorentino.
 Renato Cesari (Ruprecht), Floriana Cavalli (Renata), Antonio Annaloro (Mephisto), Gino Orlandini (Johann Faust).
 Live aus Florenz.
 Fonit Cetra DOC 84 (3 LPs).[16]:13232
- Mai/Oktober 1990 – Neeme Järvi (Dirigent), Göteborger Symphoniker, Gösta Ohlins Vocal Ensemble, Pro Musica Chamber Chorus.
 Siegfried Lorenz (Ruprecht), Nadine Secunde (Renata), Ruthild Engert-Ely (Wahrsagerin und Äbtissin), Rosemarie Lang (Wirtin), Heinz Zednik (Mephisto und Agrippa von Nettesheim), Petteri Salomaa (Johann Faust), Kurt Moll (Inquisitor), Gösta Zachrisson (Jakob Glock und Arzt), Bryn Terfel (Knecht und Matthäus Wissmann), Carl Gustav Holmgren (Schankwirt).
 Studio-Aufnahme.
Opernwelt-CD-Tipp: „Referenz-Aufnahme“.[3]
 DGG 477 559 6 (2 CDs).[16]:13233
- September 1993 – Valery Gergiev (Dirigent), David Freeman (Inszenierung), Orchester und Chor des Mariinski-Theaters Sankt-Petersburg.
 Sergei Leiferkus (Ruprecht), Galina Gorchakova (Renata), Larissa Diadkova (Wahrsagerin), Eugenia Perlassova (Wirtin), Konstantin Pluschnikow (Mephisto), Vladimir Galouzine (Agrippa von Nettesheim), Sergej Alexashkin (Johann Faust), Vladimir Ognovenko (Inquisitor), Olga Markova-Mikhailenko (Äbtissin), Evgeny Boitsov (Jakob Glock), Valerij Lebed (Arzt), Mikhail Kit (Knecht), Yuri Laptev (Matthäus Wissmann), Yevgenij Fedotov (Schankwirt).
 Video, live aus Sankt Petersburg.
Opernwelt-CD-Tipp: „künstlerisch wertvoll“.[3]
 Philips CD: 446 078 2, Philips VI: 070 198 3, Philips LD: 070 198 1, Arthaus 100390 (1 DVD).[16]:13235
- 10. Februar 2007 – Kazushi Ōno (Dirigent), Richard Jones (Inszenierung), Orchester und Chor des Théâtre de la Monnaie Brüssel.
 Igor Tarassov (Ruprecht), Svetlana Sozdateleva (Renata), Elena Manistina (Wahrsagerin), Beata Morawska (Wirtin), Leonid Bomstein (Mephisto), Vitalij Taraschtschenko (Agrippa von Nettesheim), Ante Jerkunica (Johann Faust), Vladimir Samsonow (Inquisitor), Maria Gortsevskaja (Äbtissin), Lorenzo Carola (Jakob Glock), Zeno Popescu (Arzt), Andrej Baturkin (Matthäus Wissmann), Nabila Suliman (Schankwirt).
 Live aus Brüssel.[16]:13237
- 15. November 2010 – Balázs Kocsár (Dirigent), Silviu Purcărete (Regie), Helmut Stürmer (Bühne und Kostüme), Debrecen Philharmonic Orchestra, Choir of Csokonai Theatre.
 Tamás Busa (Ruprecht), Cristina Baggio (Renata, Wettbewerbsrolle, sie gewann den Wettbewerb als „Best Female Performer“), Marianna Bódi (Wahrsagerin), Erzsébet Erdélyi (Wirtin), Zsolt Trill (Mephisto), Tamás Cselóczki (Agrippa von Nettesheim), Zoltán Bátki Fazekas (Johann Faust), Antal Cseh (Inquisitor, Wettbewerbsrolle), Ágnes Anna Kun (Äbtissin), Sándor Böjte (Jakob Glock), András Hajdu (Arzt), Máté Fülep (Knecht), Jenő Schild (Matthäus Wissmann), Imre Ürmössy (Schankwirt).
 Video-Aufzeichnung vom Armel Opera Competition and Festival aus dem Nationaltheater Szeged, Produktion des Csokonai-Theaters Debrecen.
 Videostream im Arte Live Web.[17]
- 12. Dezember 2015 – Wladimir Jurowski (Dirigent), Barrie Kosky (Inszenierung), Rebecca Ringst (Bühne), Klaus Bruns (Kostüme), Joachim Klein, Otto Pichler (Choreografie), Bayerisches Staatsorchester, Chor der Bayerischen Staatsoper.
 Jewgeni Nikitin (Ruprecht), Svetlana Sozdateleva (Renata), Elena Manistina (Wahrsagerin), Heike Grötzinger (Wirtin), Kevin Conners (Mephisto), Vladimir Galouzine (Agrippa von Nettesheim), Igor Tsarkov (Johann Faust), Jens Larsen (Inquisitor), Okka von der Damerau (Äbtissin), Christoph Späth (Jakob Glock), Matthew Grills (Arzt), Christian Rieger (Knecht), Tim Kuypers (Matthäus Wissmann), Andrea Borghini (Schankwirt).
 Video; live aus der Bayerischen Staatsoper München.
 Videostream der Bayerischen Staatsoper.[18]
- 15. Juli 2018 – Kazushi Ōno (Dirigent), Mariusz Treliński (Inszenierung), Kaspar Glarner (Kostüme), Boris Kudlička (Ausstattung), Felice Ross (Lichtdesign), Orchestre de Paris, Chor der Warschauer Oper.
 Scott Hendricks (Ruprecht), Aušrinė Stundytė (Renata), Agnieszka Rehlis (Wahrsagerin und Äbtissin), Bernadetta Grabias (Wirtin), Andreï Popov (Mephisto und Agrippa von Nettesheim), Krzysztof Bączyk (Johann Faust und Inquisitor), Pavlo Tolstoy (Jakob Glock und Arzt), Łukasz Goliński (Knecht, Matthäus Wissmann und Schankwirt).
 Video, live vom Festival d’Aix-en-Provence.
 Videostream bei Culturebox.[13]
- März 2021 – Constantin Trinks (Dirigent), Andrea Breth (Inszenierung), Martin Zehetgruber (Bühne), Carla Teti (Kostüme), Alexander Koppelmann (Licht), ORF Radio-Symphonieorchester Wien, Arnold Schoenberg Chor.
 Bo Skovhus (Ruprecht), Aušrinė Stundytė (Renata), Elena Zaremba (Wahrsagerin), Natascha Petrinsky (Wirtin und Äbtissin), Nikolai Schukoff (Mephisto und Agrippa von Nettesheim), Markus Butter (Johann Faust und Matthäus Wissmann), Alexey Tikhomirov (Inquisitor), Andrew Owens (Jakob Glock und Arzt), Kristján Jóhannesson (Knecht und Schankwirt).
 Video, Aufzeichnung aus dem Theater an der Wien.
 Videostream im Internetportal Fidelio.[19]
- 5. April 2022 – Gustavo Gimeno (Dirigent), Calixto Bieito (Inszenierung), Rebecca Ringst (Bühne), Ingo Krügler (Kostüme), Franck Evin (Licht), Sarah Derendinger (Video-Design), Beate Breidenbach (Dramaturgie), Orchester und Chor des Teatro Real Madrid.
 Leigh Melros (Ruprecht), Aušrinė Stundytė (Renata), Agnieszka Rehlis (Wahrsagerin und Äbtissin), Nino Surguladze (Wirtin), Dmitry Golovnin (Mephisto und Agrippa von Nettesheim), Dmitry Ulyanov (Johann Faust), Mika Kares (Inquisitor), Josep Fadò (Jakob Glock und Arzt), Gerardo Bullón (Matthäus Wissmann und Schankwirt), Ernst Alisch (Graf Heinrich).
 Video; live aus dem Teatro Real Madrid in Zusammenarbeit mit dem Opernhaus Zürich.
 Videostream bei Arte Concert.[15]